# Agathosma ovata
Agathosma ovata là một loài thực vật có hoa trong họ Cửu lý hương. Loài này được (Thunb.) Pillans mô tả khoa học đầu tiên năm 1950.